# 迴響 (期刊)

《迴響》是香港一本以粵語白話文編寫的文學期刊，由網名「山城豬伯」與幾位編輯於Kickstarter發起眾籌的粵文文學期刊，編輯團隊以「兩文三語，三種語言應平等」為目標而創刊，希望探索純粹以粵語寫作的可能性。
編輯團隊最初於2020年5月開始著手計劃粵文文學期刊，並於同年5月31日於Kickstarter眾籌，不足十日時間籌得三期的出版稿費，期刊訂閱量更於一年內上升近三倍。於2020年7月正式出版第一期。
到第20期起，原初團隊轉手第二代編輯團隊，書度由A4縮小至A5，但出版情況一直不穩定，2022年只出版4期，不能維持月刊形式。
2022年12月，《迴響》轉到第三代新班底手上，由第24期起繼續出版。新團隊改革舊有《迴響》，由「粵語文學期刊」改為「粵語文化期刊」，重整書度大小，由月刊轉成雙月刊，每期設有文化專題探討。
截至2025月2月，出版共36期。

## 創刊經歷
總編輯「山城豬伯」於採訪中表示創刊的熱情源自於閱讀熱情，自小喜愛閱讀四大名著，升至中學更沉迷於金庸的武俠小說，並表示閱讀本身具有魅力，寫作同理，而用廣東話編寫最具親切感。《迴響》編輯團隊認為「粵語入文」在香港作家創作中常見，而近年網絡討論區常現粵文編寫的小說，認為各網上粵文小說欠缺整合，團隊於2020年5月初便計劃出版粵文小說的期刊。團隊認為香港普遍書寫的書面語是由現代白話文規範而成，書寫的詞彙句法均由官話演變而成，而粵語在正式文件書寫並不被使用，產生低一等的感覺；並指香港本地文學作品中使用的「粵語入文」只用於生動對話、罵人情節或黑幫描寫等，並大多不會用於陳述
總編輯「山城豬伯」解釋期刊名稱源於「有批評有讚好，有共鳴有迴響總比沒有反應好。」，同時認為自己不識文學範疇的規則，但認為正因不懂規則，才能不按規則，才能有新創意出現，突破個別僵局。而「山城豬伯」於2020年5月7日用粵文在Medium發表了名為《命運，始焉》網上連載小說，是以電子遊戲《最终幻想VII》女主角蒂法·洛克哈特為原型的二次創作小說，雖認為小說本身不錯，但就閱讀人數不太多，覺得是市場本身問題，要改變市場只靠自己不行，便聚集一群人去改變；同時認為市場問題在於香港人普遍不看小說，因教育制度問題，閱讀報告給人感覺過於功課感，指出閱讀應是本意是娛樂，但閱讀報告使閱讀變成「交功課」，而閱讀就應該是娛樂，不需要任何功利的目標；「山城豬伯」亦認為《迴響》不是純粹只推廣粵文，而是當作生意般去運作，同時批評香港的文字價值低，知名作家每個字只有五毫，青年文學獎冠軍獎金亦只有一千元，希望能改變市場。
團隊於2020年5月31日便開設Kickstarter頁面眾籌，不足十日時間便籌得三期的出版稿費。

## 社會反響
《迴響》創刊時，主編對粵語白話文及書面語的態度曾引起香港文壇討論，認為《迴響》將粵文寫作與書面語寫作對立起來，漠視了前人於香港文學的貢獻。

## 文化專題
第24期：22/23 展望及回顧

第25期：香港漫畫搞成點？

第26期：舊物情懷，常用是惜【三間舊物小店，三種生活態度】

第27期：與神徒對話【香港宗教死亡觀】

第28期：病態香港，光暗共生【了解香港社會上嘅情緒病】

第29期：香港反斗奇兵【最緊要好玩，玩出一片天】

第30期：粵語失，求諸野？【喺加拿大、美國、日本學廣東話】

第31期：浪浪喵星人【新手上路！領養流浪貓、做貓義工】

第32期：喺香港學廣東話？【學講、學睇、學打字！外國人都搞得掂？】

第33期：廣東歌詞嘅前世今生

第34期：不問蒼天問鬼神【神鬼如何兩不分・唔好唔信邪！】

第35期：點解仲要出書？【余兒．喬靖夫．曹志豪．沈西城．潘牧雲．藍橘子】

第36期：跟住迴響行書店(上)【書少少．覺閣．獵人書店．一拳書館．花樣年華書店】

## 外部連結
- 官方网站
- 《迴響》期刊Facebook專頁 （页面存档备份，存于）
- 《迴響》期刊Instagram專頁 （页面存档备份，存于）